# Catagramma alcibiades
Catagramma alcibiades är en fjärilsart som beskrevs av Otto Staudinger 1875. Catagramma alcibiades ingår i släktet Catagramma och familjen praktfjärilar. Inga underarter finns listade i Catalogue of Life.